# Aechmea leppardii
Aechmea leppardii là một loài thực vật có hoa trong họ Bromeliaceae. Loài này được Philcox mô tả khoa học đầu tiên năm 1992.